# (34299) 2000 QF162
2000 QF162 (asteroide 34299) é um asteroide da cintura principal. Possui uma excentricidade de 0.02790660 e uma inclinação de 7.06600º.
Este asteroide foi descoberto no dia 31 de agosto de 2000 por LINEAR em Socorro.